# Adrian Labryga
Adrian Labryga (* 11. Februar 1979) ist ein ehemaliger polnischer Eishockeyspieler, der einen Großteil seiner Karriere beim JKH GKS Jastrzębie in der Ekstraliga unter Vertrag stand.

## Karriere
Adrian Labryga begann seine Karriere als Eishockeyspieler bei Olimpia Sosnowiec. In der Ekstraliga debütierte er in der Spielzeit 1998/99 bei SMS Warszawa. Im Folgejahr spielte er für Unia Oświęcim, wo er auf Anhieb polnischer Meister wurde. Anschließend wechselte er für fünf Jahre zum GKS Katowice. Von 2005 bis 2008 war er für Zagłębie Sosnowiec aktiv. 2008 schloss er sich dem JKH GKS Jastrzębie an, bei dem er bis zu seinem Karriereende 2015 auf dem Eis stand. Mit den Oberschlesiern wurde er 2013 polnischer Pokalsieger und im selben Jahr sowie 2015 polnischer Vizemeister.

### International
Für Polen nahm Labryga im Juniorenbereich an der U18-B-Europameisterschaft 1997 und der U20-B-Weltmeisterschaft 1999 teil. Im Seniorenbereich stand er im Aufgebot seines Landes bei den Weltmeisterschaften der Division I 2007 und 2008.

## Erfolge und Auszeichnungen
- 2000 Polnischer Meister mit Unia Oświęcim
- 2013 Polnischer Pokalsieger mit dem JKH GKS Jastrzębie

## Ekstraliga-Statistik
Stand: Ende der Saison 2014/15